# Европско првенство у рукомету 1996.
2. Европско првенство у рукомету 1996. одржано је у Шпанији од 24. маја до 2. јуна 1996. Играло се у две дворане у два града: Сијудад Реалу и Севиљи. На њему је свој први трофеј првака Европе освојила Русија, која је првенство завршила без пораза и једним нерешеним резултатом, у групној фази са СР Југославијом. Русија је у полуфиналу победила Шведску и тако се осветила за пораз у финалу претходног Европског првенства, а у финалу је савладала домаћина Шпанију.

## Дворане
| Град         | Дворана                   | Капацитет |
| ------------ | ------------------------- | --------- |
| Сијудад Реал | Кихоте арена              | 5.800     |
| Севиља       | Палата спортова Сан Пабло | 7.000     |

## Квалификације
Квалификационе утакмице су се играле од 1. фебруара до 3. децембра 1995. Директан пласман на првенство је обезбедила Шпанија као домаћин и Шведска као победник на претходном Европском првенству.
Квалификације су одржане у две фазе. Слабије рангиране репрезентације су кретале од првог круга, који је био подељен у шест група, а победници група су пролазили у следећи круг. Други круг се састојао од пет група са по четири екипе, а две првопласиране екипе из сваке групе су се квалификовале на Европско првенство.

### Први круг
| Место | Група А            | Група Б  | Група Ц    | Група Д             | Група Е   | Група Ф        |
| ----- | ------------------ | -------- | ---------- | ------------------- | --------- | -------------- |
| 1     | Северна Македонија | Словачка | Белгија    | Турска              | Литванија | СР Југославија |
| 2     | Холандија          | Израел   | Норвешка   | Босна и Херцеговина | Италија   | Португалија    |
| 3     | Бугарска           | Грчка    | Азербејџан | Естонија            | Финска    | Украјина       |
| 4     |                    |          | Луксембург | Кипар               | Грузија   | Литванија      |

### Други круг
| Место | Група 1   | Група 2            | Група 3        | Група 4  | Група 5    |
| ----- | --------- | ------------------ | -------------- | -------- | ---------- |
| 1     | Хрватска  | Чешка              | СР Југославија | Русија   | Данска     |
| 2     | Словенија | Мађарска           | Француска      | Румунија | Немачка    |
| 3     | Турска    | Северна Македонија | Белорусија     | Исланд   | Швајцарска |
| 4     | Аустрија  | Словачка           | Белгија        | Пољска   | Литванија  |

## Учесници
На првенству је учествовало 12 репрезентација, које су предтакмичењу биле подељене у две групе А и Б са по 6 екипа. Играло се по једноструком бод систему (свако са сваким по једну утакмицу).
Првопласирана и другопласирана репрезентација из групе А и групе Б су ишле у полуфинално разигравање за финале и треће место. Трећепласиране репрезентације из група су играле за пето место, четвртопласиране за седмо место, петопласиране за девето место и на крају шестопласиране репрезентације у групама су разигравале за једанаесту позицију.
| Група А (Сијудад Реал) | Група Б (Севиља) |
| ---------------------- | ---------------- |
| Хрватска               | Чешка            |
| Мађарска               | Шведска          |
| Словенија              | Француска        |
| Немачка                | Румунија         |
| СР Југославија         | Шпанија          |
| Русија                 | Данска           |

## Групна фаза

### Група А (Сијудад Реал)
| Датум   | Време | 1. екипа       | Резултат        | 2. екипа       | Детаљи |
| ------- | ----- | -------------- | --------------- | -------------- | ------ |
| 24. мај | 17:00 | Хрватска       | 30 : 27 (17:13) | Мађарска       |        |
|         | 19:00 | СР Југославија | 23 : 22 (10:9)  | Немачка        |        |
|         | 21:00 | Русија         | 22 : 18 (10:7)  | Словенија      |        |
| 25. мај | 15:00 | Немачка        | 21 : 26 (10:11) | Хрватска       |        |
|         | 17:00 | Словенија      | 20 : 21 (10:10) | СР Југославија |        |
|         | 19:00 | Мађарска       | 21 : 33 (10:16) | Русија         |        |
| 26. мај | 17:00 | Мађарска       | 24 : 24 (12:11) | Немачка        |        |
|         | 19:00 | Хрватска       | 26 : 22 (13:9)  | Словенија      |        |
|         | 21:00 | Русија         | 20 : 20 (11:8)  | СР Југославија |        |
| 28. мај | 17:00 | СР Југославија | 27 : 24 (14:11) | Хрватска       |        |
|         | 19:00 | Русија         | 22 : 18 (11:9)  | Немачка        |        |
|         | 21:00 | Словенија      | 17 : 21 (7:10)  | Мађарска       |        |
| 29. мај | 17:00 | СР Југославија | 26 : 24 (12:14) | Мађарска       |        |
|         | 19:00 | Немачка        | 25 : 16 (10:5)  | Словенија      |        |
|         | 21:00 | Хрватска       | 21 : 28 (11:13) | Русија         |        |

| Репрезентација | ИГ | П | Н | И | ДГ  | ПГ  | ГР  | Б |
| -------------- | -- | - | - | - | --- | --- | --- | - |
| Русија         | 5  | 4 | 1 | 0 | 125 | 98  | +27 | 9 |
| СР Југославија | 5  | 4 | 1 | 0 | 117 | 110 | +7  | 9 |
| Хрватска       | 5  | 3 | 0 | 2 | 127 | 125 | +2  | 6 |
| Немачка        | 5  | 1 | 1 | 3 | 110 | 111 | -1  | 3 |
| Мађарска       | 5  | 1 | 1 | 3 | 117 | 130 | -13 | 3 |
| Словенија      | 5  | 0 | 0 | 5 | 93  | 115 | -22 | 0 |

- Легенда: ИГ =играо, П = победа, Н = нерешено, Г = пораз, ДГ = дати голови, ПГ = примљени голови, ГР = гол-разлика, Б = бодови

### Група Б (Севиља)
| Датум   | Време | 1. екипа  | Резултат        | 2. екипа  | Детаљи |
| ------- | ----- | --------- | --------------- | --------- | ------ |
| 24. мај | 17:00 | Чешка     | 32 : 25 (17:13) | Румунија  |        |
|         | 19:00 | Шведска   | 23 : 24 (11:14) | Шпанија   |        |
|         | 21:00 | Данска    | 22 : 25 (11:12) | Француска |        |
| 25. мај | 17:00 | Шпанија   | 28 : 22 (12:8)  | Данска    |        |
|         | 19:00 | Француска | 29 : 31 (11:16) | Чешка     |        |
|         | 21:00 | Румунија  | 24 : 28 (14:14) | Шведска   |        |
| 26. мај | 17:00 | Чешка     | 21 : 25 (10:11) | Шпанија   |        |
|         | 19:00 | Шведска   | 23 : 21 (12:8)  | Данска    |        |
|         | 21:00 | Румунија  | 20 : 27 (11:13) | Француска |        |
| 28. мај | 16:30 | Данска    | 22 : 28 (9:12)  | Чешка     |        |
|         | 19:00 | Шпанија   | 26 : 21 (15:10) | Румунија  |        |
|         | 21:00 | Шведска   | 26 : 20 (13:12) | Француска |        |
| 29. мај | 17:00 | Данска    | 21 : 27 (10:15) | Румунија  |        |
|         | 19:00 | Француска | 29 : 21 (16:13) | Шпанија   |        |
|         | 21:00 | Чешка     | 17 : 24 (7:13)  | Шведска   |        |

| Репрезентација | ИГ | П | Н | И | ДГ  | ПГ  | ГР  | Б |
| -------------- | -- | - | - | - | --- | --- | --- | - |
| Шпанија        | 5  | 4 | 0 | 1 | 124 | 116 | +8  | 8 |
| Шведска        | 5  | 4 | 0 | 1 | 124 | 106 | +18 | 8 |
| Чешка          | 5  | 3 | 0 | 2 | 129 | 125 | +4  | 6 |
| Француска      | 5  | 3 | 0 | 2 | 130 | 120 | +10 | 6 |
| Румунија       | 5  | 1 | 0 | 4 | 117 | 134 | -17 | 2 |
| Данска         | 5  | 0 | 0 | 5 | 93  | 131 | -23 | 0 |

- Легенда: ИГ =играо, П = победа, Н = нерешено, Г = пораз, ДГ = дати голови, ПГ = примљени голови, ГР = гол-разлика, Б = бодови

## Утакмице за пласман

### За 11. место
| 31. мај 1996. 17:00 | Словенија | 27:24 | Данска | Севиља Гледалаца: 350 |
| 31. мај 1996. 17:00 | (12:11)   |       |        | Севиља Гледалаца: 350 |
| 31. мај 1996. 17:00 | Извештај  |       |        | Севиља Гледалаца: 350 |

### За 9. место
| 31. мај 1996. 19:00 | Мађарска | 27:28 | Румунија | Севиља Гледалаца: 350 |
| 31. мај 1996. 19:00 | (13:12)  |       |          | Севиља Гледалаца: 350 |
| 31. мај 1996. 19:00 | Извештај |       |          | Севиља Гледалаца: 350 |

### За 7. место
| 31. мај 1996. 17:00 | Немачка  | 21:24 | Француска | Сијудад Реал Гледалаца: 1000 |
| 31. мај 1996. 17:00 | (9:13)   |       |           | Сијудад Реал Гледалаца: 1000 |
| 31. мај 1996. 17:00 | Извештај |       |           | Сијудад Реал Гледалаца: 1000 |

### За 5. место
| 31. мај 1996. 21:00 | Хрватска | 27:25 | Чешка | Сијудад Реал Гледалаца: 300 |
| 31. мај 1996. 21:00 | (14:7)   |       |       | Сијудад Реал Гледалаца: 300 |
| 31. мај 1996. 21:00 | Извештај |       |       | Сијудад Реал Гледалаца: 300 |

## Завршница

### Полуфинале
| 31. мај 1996. 19:00 | Шпанија  | 27:23 | СР Југославија | Сијудад Реал |
| 31. мај 1996. 19:00 | (12:7)   |       |                | Сијудад Реал |
| 31. мај 1996. 19:00 | Извештај |       |                | Сијудад Реал |

| 31. мај 1996. 21:00 | Русија   | 24:21 | Шведска | Севиља Гледалаца: 650 |
| 31. мај 1996. 21:00 | (11:8)   |       |         | Севиља Гледалаца: 650 |
| 31. мај 1996. 21:00 | Извештај |       |         | Севиља Гледалаца: 650 |

### За 3. место
| 2. јун 1996. 11:30 | СР Југославија | 26:25 | Шведска | Севиља Гледалаца: 3500 |
| 2. јун 1996. 11:30 | (13:15)        |       |         | Севиља Гледалаца: 3500 |
| 2. јун 1996. 11:30 | Извештај       |       |         | Севиља Гледалаца: 3500 |

### Финале
| 2. јун 1996. 13:30 | Русија   | 23:22 | Шпанија | Севиља Гледалаца: 7500 |
| 2. јун 1996. 13:30 | (13:9)   |       |         | Севиља Гледалаца: 7500 |
| 2. јун 1996. 13:30 | Извештај |       |         | Севиља Гледалаца: 7500 |

| 2° место Шпанија | Победник 2. Европског првенства у рукомету Русија 1° титула | 3° место СР Југославија |

## Коначан пласман
| Позиција | Репрезентација | ИГ | П | Н | И | ГД  | ГП  | ГР  | Б  |
| -------- | -------------- | -- | - | - | - | --- | --- | --- | -- |
|          | Русија         | 7  | 6 | 1 | 0 | 172 | 141 | +31 | 13 |
|          | Шпанија        | 7  | 5 | 0 | 2 | 173 | 162 | +11 | 10 |
|          | СР Југославија | 7  | 5 | 1 | 1 | 166 | 162 | +4  | 11 |
| 4.       | Шведска        | 7  | 4 | 0 | 3 | 170 | 156 | +14 | 8  |
|          |                |    |   |   |   |     |     |     |    |
| 5.       | Хрватска       | 6  | 4 | 0 | 2 | 154 | 150 | +4  | 8  |
| 6.       | Чешка          | 6  | 3 | 0 | 3 | 154 | 152 | +2  | 6  |
| 7.       | Француска      | 6  | 4 | 0 | 2 | 154 | 141 | +13 | 8  |
| 8.       | Немачка        | 6  | 1 | 1 | 4 | 131 | 135 | –4  | 3  |
| 9.       | Румунија       | 6  | 2 | 0 | 4 | 145 | 161 | –16 | 4  |
| 10.      | Мађарска       | 6  | 1 | 1 | 4 | 144 | 158 | –14 | 3  |
| 11.      | Словенија      | 6  | 1 | 0 | 5 | 120 | 139 | –19 | 2  |
| 12.      | Данска         | 6  | 0 | 0 | 6 | 132 | 158 | –26 | 0  |